# Дорога (роман Маккарті)
«Доро́га» (англ. «The Road», 2006) — роман американського письменника Кормака Маккарті. Це постапокаліптична оповідь про кількамісячну подорож батька і сина після катаклізму, який знищив земну цивілізацію. Роман отримав Пулітцерівську премію у 2007 році і нагороду Джеймса Тейта («James Tait Black Memorial Prize for Fiction») у 2006.
У 2009 режисер Джон Гілкоут відзняв однойменний фільм.

## Сюжет
Батько і син подорожують постапокаліптичною місцевістю. Кілька років тому невідомий катаклізм знищив майже всю цивілізацію і все життя на Землі. Герої розуміють, що не виживуть у цій місцевості, тому прямують на південь до моря через пусті, знищені американські землі. Вони мають із собою тільки найнеобхідніші речі, які везуть у поламаному візку із супермаркету і сподіваються знайти тепле місце.
Навколо дуже холодно, темно, повітря наповнене попелом, рослин і тварин немає. Часом йдуть дощі чи сірий сніг. Багато людей, які залишилися живими, об'єдналися в людожерські племена і шукають поживи у знищених містах.
Мати хлопчика не змогла пережити катаклізм і покінчила життя самогубством. Обдуманість цього вчинку — її останній «великий подарунок» хлопчикові і його батькові. Сили покидають батька, але він робить все можливе, щоб захистити сина і зберегти йому життя. Вони несуть із собою револьвер, щоб у разі крайньої небезпеки покінчити життя самогубством. У револьвері лише один набій, для хлопця. Він повинен застрелитися, щоб уникнути гіршої смерті.
Батько і син надіються тільки на себе. Вони — «хороші хлопці», які «несуть вогонь» цивілізації. Протягом подорожі їм вдається знайти затишне житло, у якому є багато їжі, але залишатися на одному місці не можна. Вони змушені постійно рухатися, щоб уникнути небезпек. На шляху трапляються жахливі картини: люди, яких тримають у підвалі, щоб з часом з'їсти, немовля, яке смажать на рожні.
З часом вони дістаються моря, але нічого не змінюється. Їжі немає, клімат несприятливий для життя. Одного дня батько помирає і хлопчик залишається один. Він не відходить від мертвого батька кілька днів, бо не знає, як жити далі. На третій день він зустрічає чоловіка, який стверджує, що стежив за їхньою подорожжю. Він переконує хлопця приєднатися до його родини. Хлопчик вірить, що вони — теж «хороші хлопці», які «несуть вогонь».

## Історія роману
Роман вийшов у видавництві Alfred A. Knopf, Inc. 26 вересня 2006 року. Під час інтерв'ю Опрі Вінфрі Кормак Маккарті розказав, що ідея написати роман з'явилася під час подорожі в Ель-Пасо, штат Техас зі своїм сином. Роман «Дорога» він присвятив своєму синові Джону Френсісу Маккарті.

## Переклади українською
- Кормак Маккарті. Дорога. пер. з англ. Максима Нестелєєва. Київ: Видавництво Темпора, 2022. 296 стор. ISBN 9786175695500